# Gallegos del Pan
Gallegos del Pan is een gemeente in de Spaanse provincie Zamora in de regio Castilië en León met een oppervlakte van 15,66 km². Gallegos del Pan telt 125 inwoners (1 januari 2016).

## Demografische ontwikkeling
Bron: INE, 1857-2011: volkstellingen